# Gyulaffy család
A ráthóti nemes és gróf Gyulaffy család egy dunántúli származású, régi magyar nemesi, majd főnemesi család, mely a Lórántffy, Dezsőfi, Putnoki és más családokkal együtt a Rátót nemzetségből veszi eredetét.

## Története

A Gyulaffy család címere

Az ősi Rátót vagy Rathold névből e család esetében az idők folyamán előnév lett. A család valószínűleg a mai Gyulafirátóton volt birtokos, de Vácrátót, Kisnémedi, Váchartyán és Fót területén is voltak földjeik, de  fontos birtokuk volt Csobánc vára is. Később Erdélybe és Szatmárba is átszármaztak egyes ágaik.
Az első ismert Gyulaffy-ős egy bizonyos Baldin Gyula volt, aki 1274-ben élt, de a család jelentősége csak a XV. század legvégétől emelkedett igazán. István 1507-ben királyi táblabíró volt, ősi birtokait két házassága révén jelentősen gyarapította. Fiai közül László 1549-ben Fehérvárnál győztes csatát vívott a törökökkel, majd 1551-ben Lippa ostrománál is harcolt. 1562-ben még a hegyesdi vár ostrománál is részt vett. 1568-ban Miksa király aranysarkantyús vitézzé tette meg. 1566-ban Tihany várának kapitánya volt, amikor saját pénzén tartott kétszáz lovassal Győrnél ezer törökből álló sereget szétvert. 1575-ben Bekes Gáspár ellen is harcolt Erdélyben a Báthoriak érdekében. Így a Báthori családtól Szilágycseh várát és hozzá 63 falut kapott adományként, Báthori András fejedelemsége alatt pedig Gyulafehérvár parancsnoka volt. László testvére volt Mihály, aki a nemesek egyik követe volt az országgyűlésen, és ugyancsak jeles katona volt, 1571-ben a szentgyörgyi csatában esett el. Lászlónak ugyancsak László nevű fia Bocskai fejedelemsége alatt udvari főkapitány volt, jelentős befolyást gyakorolt Erdély ügyeire. Ága hamar kihalt, fia Sámuel, aki Kővár kapitánya és Doboka vármegye főispánja volt. Sámuelnek egyetlen leánya volt, Mária, aki gróf Thököly István felesége lett.
A család egy másik ágából származott Lestár, aki Báthory Zsigmond fejedelem tanácsosa volt, és többször járt követségben a törököknél, jelentős történetírói munkát is végzett. Unokaöccse volt Kristóf, aki 1605-ben Sümegnél a Bocskaiak fogságába esett, de később kiszabadult. László fia visszatért Erdélybe, ahol Balási Erzsébettel kötött házassága révén a szentdemeteri kastélyt és annak minden birtokát szerezte meg hozományként. Ennek a Lászlónak ismét László nevű fia Marosszék főtisztje volt, Thököly ellen harcolt, majd kormánytanácsos lett. Érdemei elismeréséül 1693-ban grófi rangot kapott, de már 1699-ben meg is halt. Ugyancsak László nevű fia Udvarhelyszék főtisztje lett, később pedig erdélyi udvari kancellár is volt. Benne kihalt a grófi ág, ugyanis egy néphagyomány szerint egy felbérelt dajka egyetlen fiát a szentdemetei kastély ablakán kiejtette. Lászlónak Borbála nevű leánya az Esterházy családba házasodott, fia Esterházy Nepomuk János Veszprém vármegye főispánja és híres gyűjtő volt. Sajnos a család nemesi ága is már kihalt, a 20. században már biztosan nem éltek Gyulaffyak.

## Jelentősebb családtagok
- Gyulaffy László (kb. 1520 – 1579) Tihany és Csobánc várának kapitánya, kiemelkedő katona
- Gyulaffy László (? – 1605) erdélyi udvari főkapitány
- Gyulaffy László (1699 – 1754) Udvarhelyszék főtisztje, erdélyi udvari kancellár
- Gyulaffy Lestár (1557 – 1605) történetíró, diplomata, fejedelmi titkár és követ
- Gyulaffy Mária (1637 – 1659) Thököly Imre édesanyja, Bethlen István unokája